# Mario Labbé
François-Mario Labbé (né en 1953 à Murdochville) est imprésario et producteur québécois. Il fonde, en 1988, la maison de disques spécialisée en musique classique, Analekta. En 2017, le Gouvernement du Canada le nomme membre de l’Ordre du Canada, pour son apport à la diffusion de la musique canadienne ainsi que pour son engagement à la reconnaissance internationale des talents canadiens. Il a reçu en 2010 le titre de chevalier de l’Ordre national du Québec pour sa contribution au développement culturel québécois.

## Biographie
Natif de la Gaspésie, François Mario Labbé fait ses études en communications à l'Université d'Ottawa. Il entreprend ensuite l'organisation de spectacles pour les Jeux Olympiques de Montréal (1976) et les Jeux du Commonwealth. En 1978, il fonde sa compagnie de tournées, puis s'associe au bureau Specdici. En 1982, il devient l'un des cofondateurs de Gestion artistique mondiale dont il acquiert la totalité des actions en 1984. En 8 ans, il produira quelque 200 concerts et spectacles chaque année à travers le monde et pas moins de 1000 spectacles (ballet, musique, théâtre) dans les plus grands théâtres au Canada. Les Ballets Jazz de Montréal, Angèle Dubeau, Philip Glass, Jose van Dam, Marcel Marceau, les ballets Kirov, le Chœur de l'Armée rouge, l'Orchestre philharmonique de Moscou, Martha Graham Dance Company, le Quatuor Juilliard, le Mummenschanz, Falco Dance Company, sont au nombre des artistes et de groupes de réputation internationale qu’il a fait découvrir aux Canadiens. 
En 1988, il produit un premier disque sous étiquette Analekta. Près de trente ans plus tard, il dirige toujours l'entreprise qu'il a fondée. Plus de 5000 titres sont inscrits au catalogue qu’il a mis au service de la promotion de talents canadiens, enregistrant au fil des ans plus de 200 musiciens canadiens. Orchestre symphonique de Montréal avec Kent Nagano, Angèle Dubeau, Anton Kuerti, Alain Lefèvre, Tafelmusik Baroque Orchestra, Orchestre du Centre national des Arts d’Ottawa, André Laplante, Daniel Taylor, Vancouver Cantata singers, Karina Gauvin, Lyne Fortin, Marie-Nicole Lemieux, James Ehnes et Gryphon Trio sont quelques exemples d'artistes Analekta qui se retrouvent sur l'échiquier international. M. Labbé soutient les carrières des meilleurs musiciens québécois et canadiens de la nouvelle génération dont la harpiste Valérie Milot, le violoncelliste Stéphane Tétreault, le baryton Philippe Sly, la pianiste Karin Kei Nagano, les sopranos Hélène Guilmette et Julie Boulianne, le pianiste Charles Richard Hamelin et le jeune violoniste Blake Pouliot.
À titre de producteur de la violoniste Angèle Dubeau et de son orchestre La Pietà, elle-même activement engagée depuis longtemps dans la diffusion de la musique, il est aussi responsable de nombreux concerts et 
émissions de télévision réalisés dans l'esprit du rayonnement de la musique.   
En 2016, il a obtenu le titre d’Administrateur de sociétés certifié (ASC).    

## Prix et distinctions
- 2002 : Grand Prix classique du MIDEM de Cannes
- 2004 : Grand Prix classique du MIDEM de Cannes
- 2010 : Chevalier de l'Ordre national du Québec
- 2017 : Membre de l’Ordre du Canada